# Porti punici di Cartagine

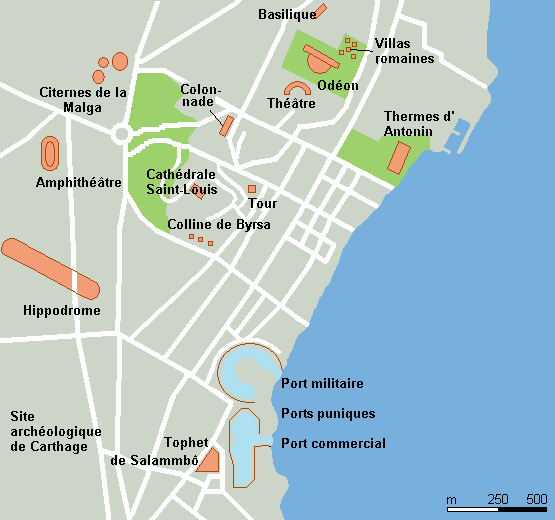
Localizzazione dei porti punici.

Il termine porti punici di Cartagine serve a designare gli antichi porti della città di Cartagine in funzione durante l'Antichità.
Cartagine era innanzitutto una potenza che si potrebbe denominare un Impero dei mari, ossia, una talassocrazia, il cui potere si basava principalmente nella forza del suo commercio. I cartaginesi non erano gli unici che seguivano questa politica di dominio dei mari, poiché vari popoli dell'Antichità «hanno vissuto per e con il mare».
Prodotto di una colonizzazione orientale, Cartagine o Qart Hadasht (Città Nuova) ha la sua origine nella figlia del re della città di Tiro, Didone. Questa principessa è la fondatrice e la prima regina della città nell'814 a.C. (la data convenzionalmente più accettata) e correlata alla sua leggenda raccolta nell'Eneide.
Cartagine non è stata la prima colonia fenicia nella costa nordafricana, dato che Útica venne fondata approssimativamente nel 1100 a.C. Oltre alla sua origine, la città ha dominato ampiamente tutta il bacino occidentale del mare Mediterraneo, sviluppando il suo hinterland africano, giunto alla sua fine quando ha dovuto scontrarsi con un potere allora emergente, la Repubblica Romana, potenza che ha provocato la sua caduta definitiva. A causa della sua identità, Cartagine è stato un punto cruciale tra le due sponde del Mediterraneo, la parte orientale, la culla Fenicia, e la parte occidentale con la sua espansione e la sua caduta.
I porti di una città di tali caratteristiche erano il punto di comunicazione più importante con l'esterno. La sua storia è documentata da una fonte essenziale, Appiano, uno storico dell'Antica Grecia, vissuto nel secolo II a. C. Nonostante la sua descrizione, la localizzazione dei porti è stato oggetto di scavi archeologici avviati negli anni 1970.

## Le fonti e i problemi di localizzazione

### La localizzazione dei porti nelle città fenicie

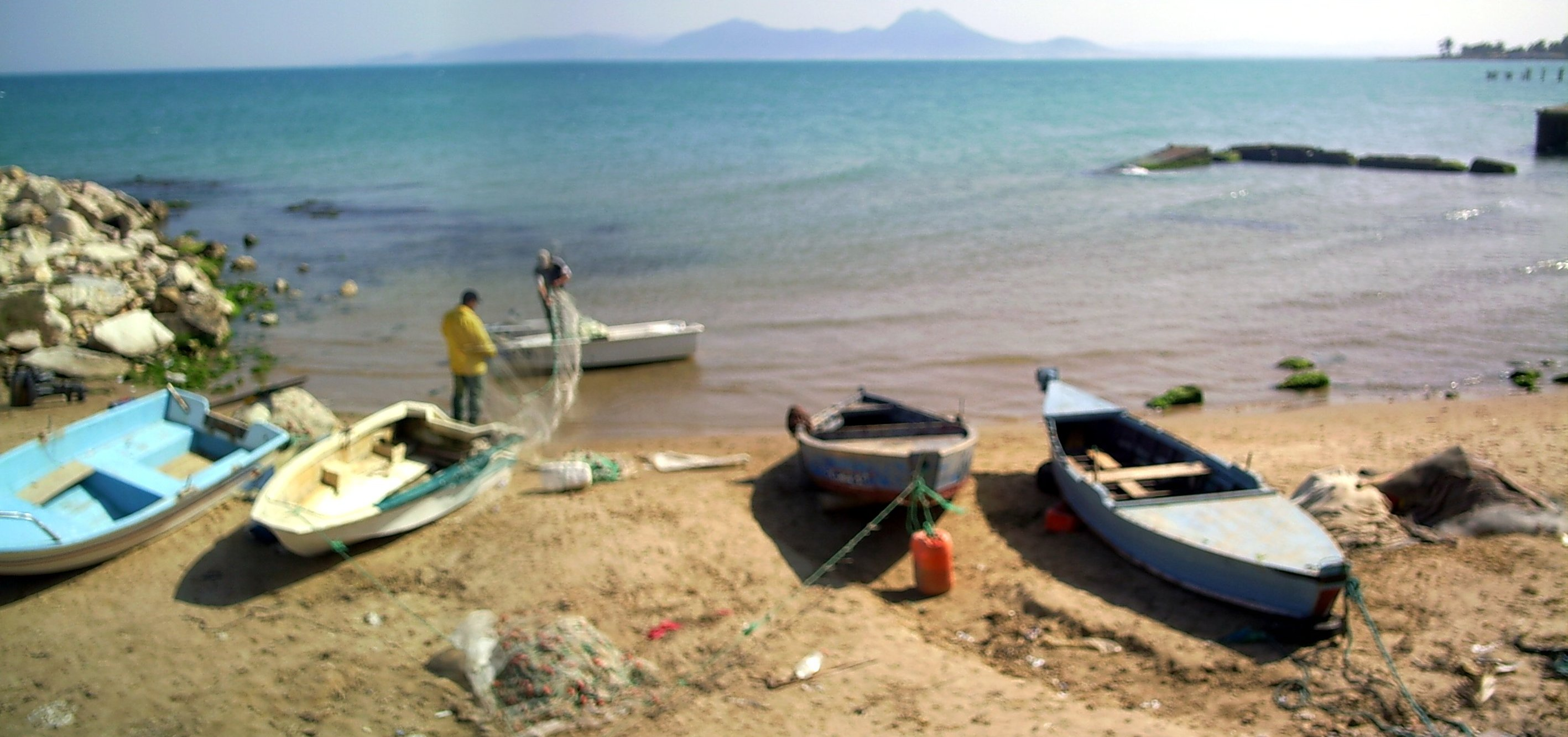
L'odierna riva di Cartagine.

I fenici non si affidavano al caso quando creavano una nuova colonia in un luogo determinato. L'ubicazione della nuova popolazione doveva rispondere a una serie di peculiari esigenze, in relazione con la sua difesa e soprattutto con le sue caratteristiche portuali. Era necessario che le navi mercantili potessero entrare con facilità nel porto e che il vento contrario non rendesse impossibile l'accesso allo stesso. Con questo fine, la ricerca del capo era particolarmente importante. Oltretutto, l'ubicazione del porto doveva offrire, per le sue caratteristiche fisiche, una difesa facile, per questa ragione i coloni dovevano aumentare le difese naturali garantendo la sicurezza.
L'ubicazione della Nuova Città rispondeva particolarmente a queste due esigenze. La zona degli imbarchi doveva essere formidabilmente protetta grazie all'opportuna localizzazione del promontorio Sidi Bou Saïd, la città in stricto sensu. Essa era situata all'esteriore del fronte marittimo, tra due estensioni di acqua (l'odierno Lago di Tunisia e Sebkha Ariana), e l'interno era intercettato da una successione di colline, che formavano una linea defensiva naturale.

### Localizzazione dei porti di Cartagine
Il problema della localizzazione dei porti di Cartagine è stato uno dei più discussi della storiografia punica.
Mediante l'osservazione, le due odierne lagune — una circolare e l'altra rettangolare — unite entrambe da per un sottile cordone e identificate da Chateaubriand come i porti di Cartagine agli inizi del secolo XIX, non potevano che essere nello spirito dei storici i porti del «maggiore nemico di Roma».
I recenti scavi effettuati nel settore in occasione della campagna internazionale dell'Unesco (furono realizzati una serie di scavi statunitensi vicino alla laguna rettangolare, mentre gli inglesi nella laguna circolare), hanno confermato l'origine punica delle lagune, datandole al II secolo a.C. Questa datazione è stata possibile grazie alla scoperta di resti di ceramica, in particolare negli scavi realizzati nei bacini di carenaggio.
Ciò nonostante, non è stato localizzato il porto originale utilizzato durante i cinque primi secoli di storia punica della città, e si ignora se questo porto fosse situato o no nella postazione delle lagune. Nei due primi secoli della sua esistenza, Cartagine non ebbe più installazioni portuarie che qualsiasi altra colonia del Mediterraneo, dunque disponeva meramente di un luogo da dove dovevano essere attraccate le imbarcazioni. Di tali luoghi non sono rimaste tracce visibili, poiché sono stati eliminati da installazioni ulteriori o per cambi radicali nella topografia locale.
Il problema della localizzazione dei porti cartaginesi è legato alla storia e alla topografia del luogo. Si sa che l'ubicazione della città si è evoluta molto lungo i secoli e che durante l'Antichità portò a capo un processo di polderizzazione, consistente in un'azione umana che è stato accoppiata al trasporto dei sedimenti provenienti dal fiume Medjerda che si stavano fermando lì grazie alle correnti marine.
Gli scavi americani hanno evidenziato che il tofet di Cartagine era probabilmente insalubre in quella epoca, ciò induce a pensare che il settore del porto primitivo fosse probabilmente situato in quella zona.
Gli scavi archeologici hanno evidenziato le tracce di un canale che fanno pensare ad un suo funzionamento fino al suo inabissamento nel IV secolo a.C. Il canale in questione può essere seguito nella forma archeologica per 400 m approssimativamente, essendo edificato su terreno naturale. Certi storici hanno suggerito che esisterebbe una connessione con il Lago di Tunisia dovuto alla natura dei sedimenti trovati. Serge Lancel ha ugualmente documentato che il livello del Lago di Tunisia era notevolmente superiore in epoca antica, e menziona le sue rive come un probabile luogo di rifugio. Secondo questa teoria, si supponeva una «linea di penetrazione» del canale lungo l'interno della città. Supponendo anche che poteva essere esistito un secondo canale parallelo al primo. Ai bordi di queste installazioni vi erano i cantieri navali. Nelle prossimità vi erano gli hangar, i negozi e i templi che costituivano l’«emporio». È importante rimarcare che, per la natura della civiltà punica, la sua relazione con il mare era fondamentale e che il centro della città, l'agorà, non doveva essere situato molto lontano dal suo centro economico. Gli esperti hanno teorizzato che il canale non serviva per la navigazione, bensì per sbarcare in una zona particolarmente ostile alla presenza umana. La localizzazione del Tofet di Cartagine, nelle prossimità del centro della colonia fenicia originale, è un chiaro segno di questa possibile ostilità secondo le sezioni scoperte e datate al VIII secolo a.C.
Vi sono molte discrepanze tra i grandi esperti sulla localizzazione dei porti primitivi di Cartagine. Per analogia con altri luoghi, e tenendo in conto la necessità di evitare i venti sfavorevoli, la possibile ubicazione di uno dei porti si situa nelle immediate vicinanze della zona delle Terme di Antonino, a nord del luogo, ossia, verso la zona sud del Kram. Le scoperte realizzate nel luogo suggeriscono che questa prima ubicazione è molto probabile, poiché le terme romane solevano situarsi in terreni strappati al mare. In questa zona, pertanto, potrebbe essere situato uno dei primitivi porti della città. Certi storici credono a questa ipotesi, anche se la postazione del primitivo porto era vicino a Sidi Bou Saïd, a causa della sua ubicazione vicino a un capo, quello che conferiva una privilegiata posizione geografica particolarmente importante ad occhi dei fenici. Altri esperti, tra cui Serge Lancel, hanno situato la posizione dei porti lungo il Lago di Tunisia, meno profondo nell'Antichità che adesso. Lancel situa la posizione del porto nelle spiagge di Marsa, a una relativa distanza dalla città (di 3 km approssimativamente), ma sufficientemente vicino al quartiere di Megara.
Indipendentemente da ciò, sembra imprescindibile il fatto di centrarsi sull'osservazione delle strutture che conservano tracce in cui vedere se è possibile confrontare la sua esistenza con le fonti antiche e ottenere una data approssimata della sua costruzione.

## Porto militare e commerciale

### La descrizione di Appiano
Appiano, autore del secolo II d.C., si basò sull'opera di Polibio, assistendo alla caduta della città di Didone, e il cui testo è andato perduto. La sua descrizione è molto importante, perché solleva più domande che risposte. Si tratta di un testo che affronta tematiche concrete della storia antica.

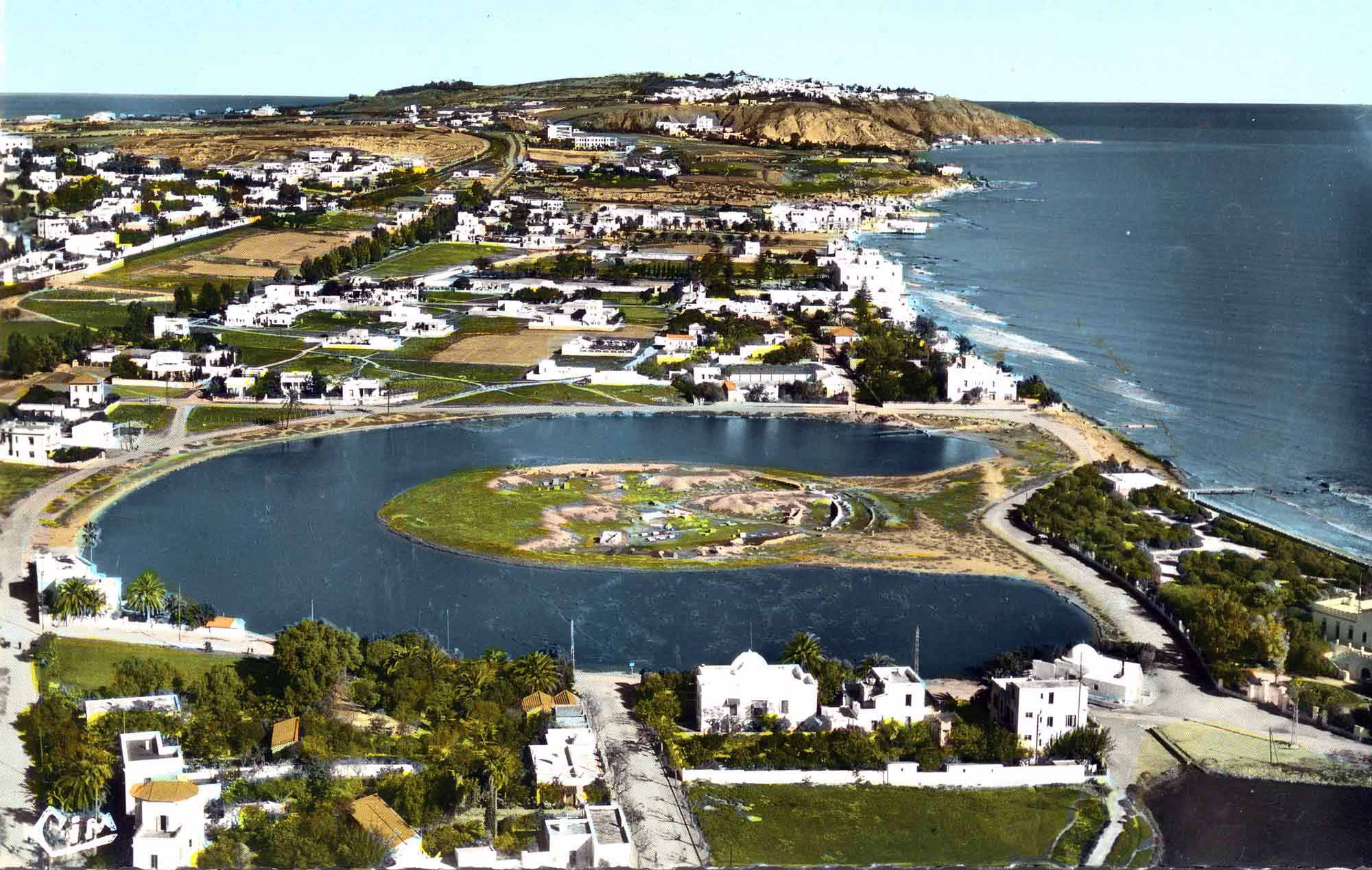
Veduta dei porti (1958).

Oltre le due darsene circondate di fortificazioni, Appiano cita anche un grande antiporto.
Il luogo odierno della laguna circolare ha una superficie di otto ettari, l'altra laguna misura approssimativamente il doppio. Il porto commerciale era unito al mare da un canale, il quale doveva condurre fuori dall'odierna baia di Kram, di cui non esiste alcuna traccia.
Appiano cita il termine di «coton» per denominare i porti, parola di origine semitica che designa una darsena artificiale creata dalla mano dell'uomo. Detti spazi sono relativamente bene conosciuti in altre città puniche, come Motia, in Sicilia, o Mahdia, in Tunisia. Strabone fornisce anche dei dati sulla distanza dei porti di Cartagine fino a Capo Lilibeo, promontorio sudorientale della Sicilia stimandolo in 1500 stadi (277,5 km, in realtà 215). La tradizione letteraria è stata verificata dall'archeologia. Gli archeologi hanno realizzato modelli che ricostruono il sito archeologico nelle varie epoche della storia della città. Questi modelli sono esposti nel piccolo museo dell'isola dell’ammiragliato.

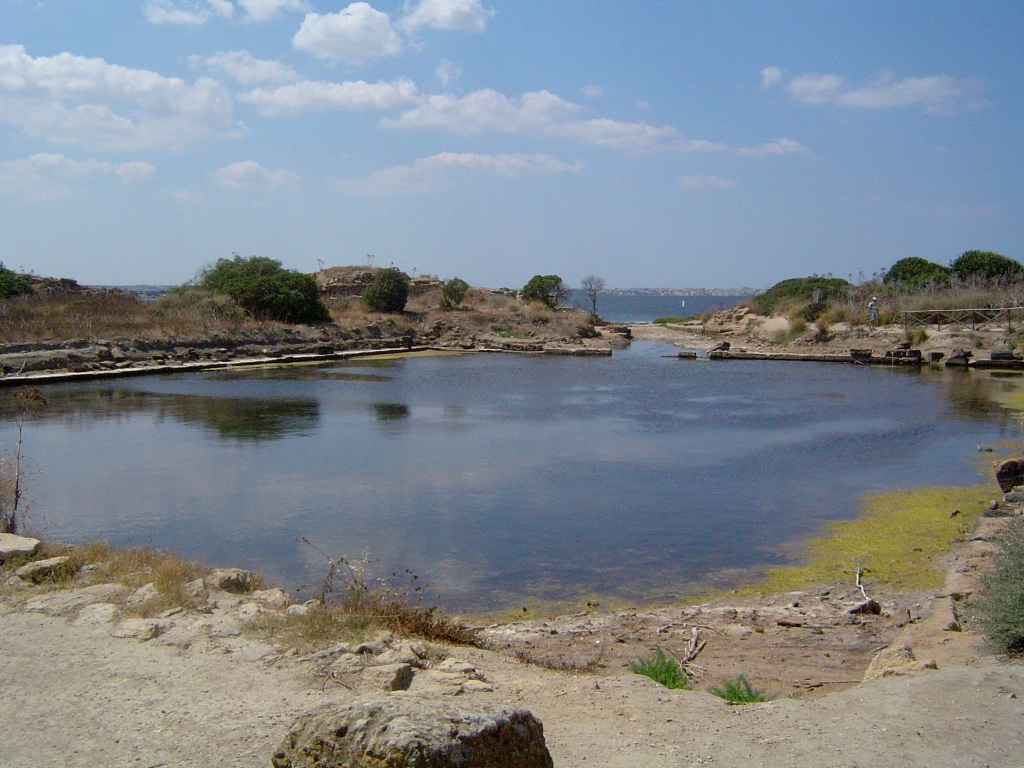
Vista del «coton» di Mozia, in Sicilia.
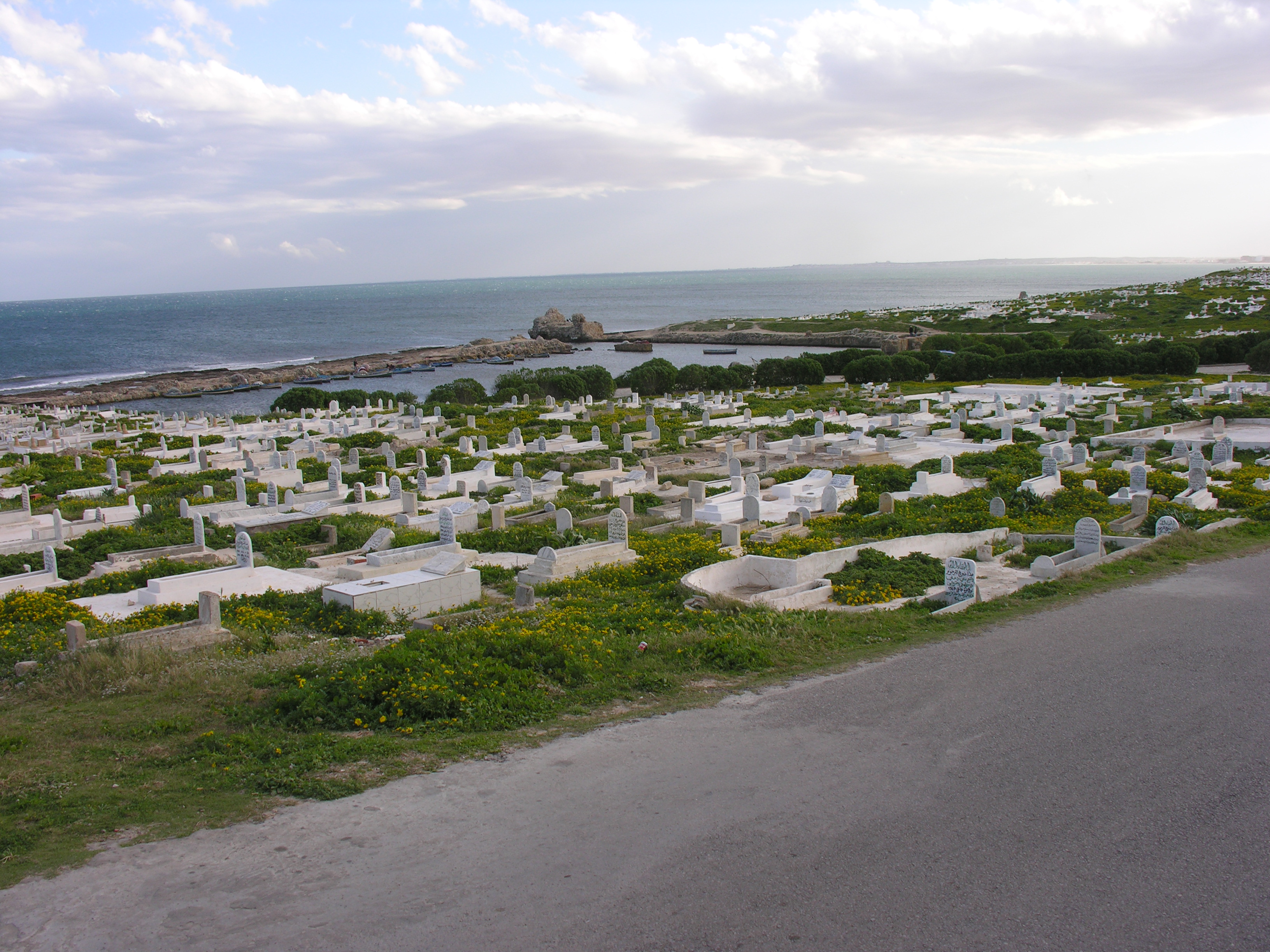
Vista del cimitero marino di fronte al coton di Mahdia.
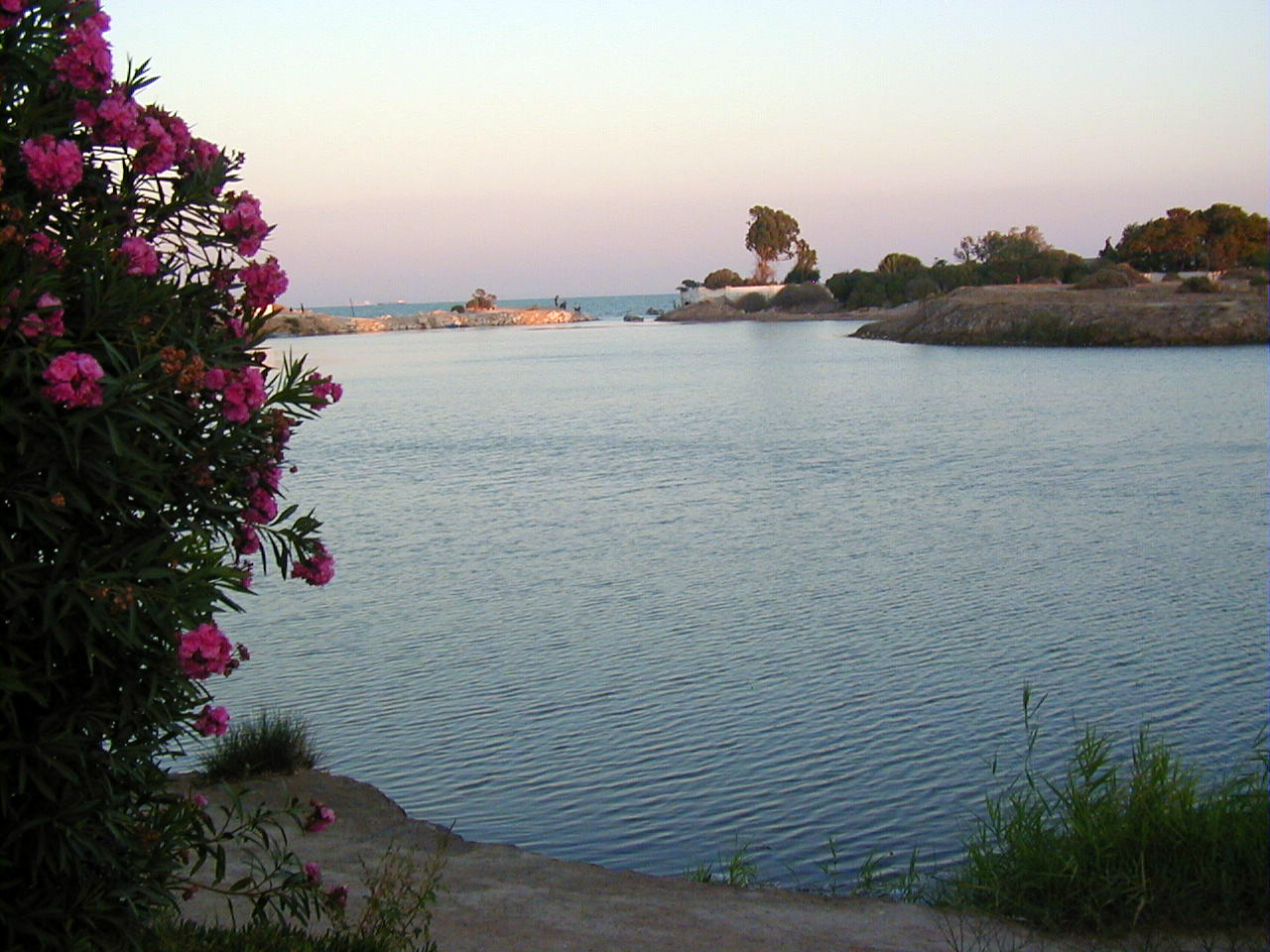
Vista dell'isolotto dell'ammiragliato dal porto circolare di Cartagine.

### Isola dell'ammiragliato

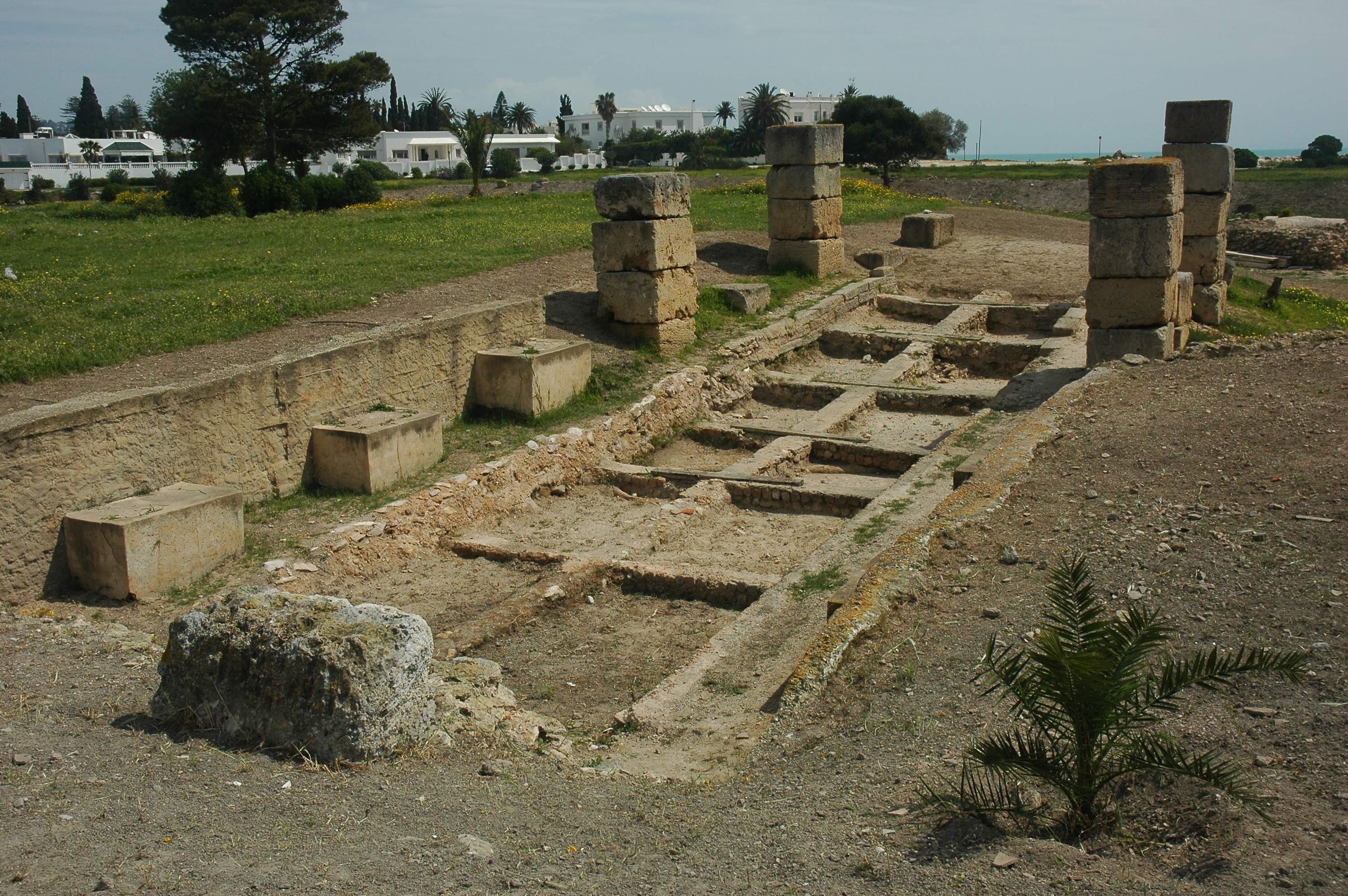
Diga della dársena.

A prima veduta è difficile identificare la laguna circolare con il porto circolare dell'antica Cartagine, la cui flotta, faceva tremare la conca del Mediterraneo occidentale, poteva mettersi al riparo in questo piccolo spazio.
A priori è difficile immaginare come avrebbero potuto esserci 220 navi, come le quinquereme, navi con cinque file di remi. Ciò nonostante, gli scavi britannici hanno svelato che la laguna circolare era il porto militare e che la bandiera del navarco doveva essere nell’isola. Sono state trovate le banchine puniche, particolarmente le rampe delle dighe della darsena o delle dighe a secco per l’inverno. Le rampe avevano il suolo in terra battuta leggermente inclinata. Queste darsene erano senza dubbio i luoghi più adatti ad accogliere le navi citate da Strabone.
I resti archeologici scoperti hanno permesso estrapolare la capacità di accoglienza del sito: 30 bacini nell'isola circolare e da 135 a 140 bacini in tutto il perimetro. In totale, tra 160 e 170 bacini potevano contenere altrettante navi da guerra per come sono stati identificati. Oltre ai bacini della darsena c’erano degli spazi di immagazzinamento. Si suppone che in ogni bacino potevano entrarci due file di navi. Nel mezzo dell’isola circolare, c’era uno spazio a cielo aperto e a lato vi era una torre, probabilmente la torre del navarca menzionata da Appiano.
Si ipotizza che i bacini avessero soprattutto la funzione di cantiere navale, e che le navi non subivano interventi simultanei. Inoltre gli utilizzi non dovevano avere luogo durante l'inverno.

### Porto commerciale
I due porti erano uniti da un canale, il cui ingresso, secondo un altro testo di Appiano, era uno spazio che permetteva di immagazzinare le mercanzie. Una missione americana ha realizzato una serie di scavi in quella zona trovando i resti di una parte di un bacino, che datava alla seconda metà del III secolo a.C. Gli scavi hanno portato alla luce anche una serie di installazioni portuali: bacini e hangar, che erano prossimi ai magazzini del porto commerciale.
Dal porto partiva un canale per il mare che sfociava vicino all'antiporto, denominato «quadrilatero di Falbe», dal nome dell'archeologo danese del secolo XIX, che fu il primo a studiarlo. L'antiporto comunicava con il muro marittimo del II secolo a.C. Un attento studio ha portato a sacrificare questo spazio come un terrapieno o «chôma». In connessione con il testo di Appiano, si può riconoscere, senza dubbio, in questo terrapieno, lo spazio di manovra, di scarico e di immagazzinamento che proteggeva l'ingresso dai venti dominanti. È avvenuto forse in questi luoghi l’ingresso dell'esercito romano durante la terza guerra punica, costituendo la testa di ponte da cui è partito l'assalto finale.

## Conclusioni

### Carta dei porti durante la caduta di Cartagine
L'organizzazione dei porti punici di Cartagine durante la sua ultima epoca avveniva di un modo così costoso e con un'ambizione che si basava in una rinnovata forza che violava la pace firmata nel 201 a.C., inducendo il Senato Romano ad utilizzare la forza contro i cartaginesi.
Situati nell'estremo sud della città, i porti erano protetti da un sistema di muri notevolmente più leggero di quello che proteggeva l'istmo, poiché i cartaginesi si affidavano alla loro superiorità navale. Cartagine pensava che era impossibile che ricevessero un attacco dal mare, dunque erano preparati a reagire a qualsiasi incursione. L'assalto finale rivolto dal generale romano Publio Cornelio Scipione Emiliano avvenne, del quartiere dei porti (146 a.C.).
Incendiando Gli argini della zona orientale del porto commerciale, Scipione conquistò il porto militare minacciando l'agorà. Questo attacco avvenne durante l'assalto finale alla collina di Byrsa. La situazione dei porti ha sofferto lo stesso destino del resto della città dopo la sua caduta, e posteriormente sono stati riutilizzati durante la dominazione romana.

### Ubicazione dei porti in epoca romana

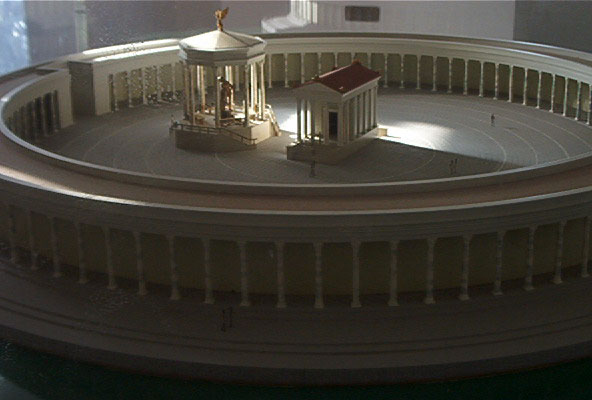
Isola dell’ammiragliato in epoca romana.

L'isola dell’ammiragliato durante l'epoca del dominio romano era occupata da una piazza pubblica circondata da colonne. Su di essa fu eretto un tempio e un edificio di forma ottagonale, il cui uso è tutt'oggi ignoto. Le attività mercantili del porto commerciale di Cartagine durante la dominazione romana sono state fondamentali per l’approvvigionamento di Roma.
Nel 306 la città ha subito un terremoto che devastò gravemente la zona del litorale. Questo terremoto è stato così forte che la città ha perso molto tempo per rialzarsi dal disastro. Malgrado le attività portuali siano andate avanti, la topografía del luogo era ampiamente cambiata.

### Sintesi
La complessità delle questioni archeologiche hanno trovato un relativo chiarimento, anche se numerose zone permangono scure. Che cosa è avvenuto ai porti punici? Serge Lancel evoca Cicerone, che parla di ciò nella sua opera (De lege agraria, II, 32, 87) della distruzione di Cartagine, malgrado «contasse di forti mura e fosse circondata da porti».
Una semplice intuizione riconoscerebbe che i luoghi in cui dovevano essere situati i porti dipenderebbero in particolare dal loro orientamento in funzione dei venti, i quali influenzerebbero notevolmente il loro impiego. I luoghi riconosciuti come le possibili ubicazioni dei porti sono i seguenti:
- Un’insenatura menzionata da Amilcare.[n 5]
- Una darsena tra l’insenatura di Amilcare e la collina di Bordj Djedid.[n 6]
- Un’insenatura prossima alla zona dove si situano le Terme di Antonino, chiamata «Quadrilatero di Roquefeuil».[3][n 7]

Le ampie spiagge della Marsa potrebbero anche rappresentare i pontili mercantili che erano così caratteristicamente quotidiani nella capitale punica. Su questa riva, ancora frustata dai venti africani, si può immaginare perfettamente l'arrivo delle navi dei fieri commercianti d’Oriente.

### Approfondimenti
1. ↑  Secondo un'ipotesi formulata dal Dr. Carton nel 1911 e citata da Lancel, 2000, p.  242.
2. ↑  Lybica (96) citata da Decret, 1977, pag.  65.
3. ↑  Misure eseguite da Charles Ernest Beulé e raccolte da Fantar, 1993, p. 128.
4. ↑  Il capo Lilibeo, insieme a Paquino e Celorias, furono i tre promontori, da cui emerse Trinacria, l'antico nome della Sicilia (dal antico greco  tria  - "tre" /  ákra '   Fuori, promontorio ').  Cfr. Tucidide, Guerra del Peloponneso, vi.2.2; Eforo di Cuma in FGrH 70 F 137b.
5. ↑  Basandosi sul lavoro di Sant'Agostino, Confessioni, V, 8, 15 citato da Lancel, 2000, p. 263.
6. ↑  Ipotesi del Dr. Carton raccolta da Lancel, 2000, p. 264.
7. ↑  Partendo anche da un'ipotesi del Dr. Carton raccolta da Lancel, 2000, pp. 264-265.